# Club Nintendo Awards 2001
Club Nintendo Awards 2001 är en framröstning av bästa Nintendo-spel 2001. (Spelet måste ha lanserats i Sverige under 2001).

## Resultaten
Procentantalet står för hur många procent av rösterna spelet fick i den kategorin.
- Bästa grafik
  - Pokémon Stadium 2 (21,0%)
- Bästa musik
  - Banjo-Tooie (16,6%)
- Bästa handling
  - The Legend of Zelda: Oracle of Ages och The Legend of Zelda: Oracle of Seasons (18,3%)
- Bästa spelfigur
  - Link (The Legend of Zelda: Oracle of Ages m.fl.) (44,3%)
- Bästa minispel
  - Super Mario Advance (22,4%)
- Bästa multiplayerspel
  - Mario Party 3 (26,4%)
- Mest originella spel
  - Paper Mario (31,2%)
- Bästa actionspel
  - Wario Land 4 (34,7%)
- Bästa pusselspel
  - Kurukuru Kururin (52,9%)
- Bästa racingspel
  - Mario Kart: Super Circuit (56,1%)
- Bästa rollspel
  - Pokémon Gold/Silver/Crystal (51,3%)
- Bästa sportspel
  - Mario Tennis (48,7%)
- Bästa äventyrsspel
  - The Legend of Zelda: Oracle of Ages (29,4%)
- Bästa Nintendo 64-spel
  - Paper Mario (21,0%)
- Bästa Game Boy Color-spel
  - Pokémon Guld/Silver/Crystal (36,4%)
- Bästa Game Boy Advance-spel
  - Mario Kart: Super Circuit (42,7%)
- Bästa Nintendo-spel

1. Pokémon Guld/Silver/Crystal (12,4%)
2. Paper Mario (9,9%)
3. Mario Kart: Super Circuit (9,6%)